# Domingo Crespo
Domingo Crespo Zabala (Santa Fe, Virreinato del Río de la Plata, 10 de mayo de 1791 – Santa Fe, Argentina, abril de 1871) fue un político argentino que gobernó la provincia de Santa Fe entre 1851 y 1854.

## Inicios de su carrera
Nacido en Santa Fe en 1791, hermano menor de Antonio Ignacio Crespo Zabala, fue alcalde de primer voto de la misma ciudad en 1818 y 1819. Colaborador del brigadier Estanislao López, ejerció funciones de diputado en varias ocasiones (1821, 1826, 1834, 1851), siendo electo Presidente de la Cámara de Representantes.
En 1830 se casó con Dolores Rodríguez del Fresno. Sus hijos fueron Josefa, Dolores, Rómulo, Rosario e Ignacio Crespo.
Declarado antirrosista, fue uno de los firmantes de la Constitución Provincial de 1841, sancionada en contra y sin la aprobación del Gobernador de Buenos Aires. Separada ese año la provincia de Santa Fe de la política centralista emanada de la capital, se enrola en las milicias que luchan contra Juan Manuel de Rosas y en calidad de representante del gobierno de Santa Fe firma el 12 de abril de 1842 una alianza con las provincias de Entre Ríos, Corrientes y la República Oriental del Uruguay.
Arrasada por entonces la provincia de Santa Fe por los ejércitos del General Manuel Oribe, Domingo Crespo abandona a su familia y huye hacia Corrientes, donde permanecerá un largo tiempo con los expatriados santafesinos.
Calmada la provincia y el país, relativamente, en los años posteriores, regresa a su ciudad natal durante el mandato del General Pascual Echagüe, ejerciendo algunas funciones públicas, esporádicamente, ya que su inclinación por esos entonces son las tareas agropecuarias.

## El pronunciamiento santafesino
Cuando el General Justo José de Urquiza se pronuncia contra el gobernador de Buenos Aires en 1851, Domingo se une a sus viejos partidarios. Los diputados Domingo y Urbano Iriondo preparaban sigilosamente el alzamiento de Santa Fe, en contacto con su hermano Antonio Crespo, gobernador delegado en Entre Ríos.
El 15 de octubre de 1851 el gobernador Pascual Echagüe salió en campaña. La delegación del mando en Urbano de Iriondo, que era Presidente de la legislatura, facilitó la acción. A su pedido, Echagüe dejó en la ciudad el batallón Guardia de la Federación, al mando Ignacio Comas.
Finalmente, el 22 de diciembre llegó la noticia de que Urquiza se aprestaba a pasar el Paraná, frente a Diamante y que era el momento de producir el alzamiento.
A la mañana siguiente, el toque de diana reunió a los soldados en el patio espacioso de la Aduana. A nadie extraño la presencia del Gobernador Delegado Iriondo. Tampoco repararon en la presencia de civiles. La tropa creyó que iba a partir, cuando escuchó de su comandante Comas una arenga, en la que instaba a adherirse al movimiento y denostaba a Rosas. Un grupo de negros que quiso pelear fue desarmado y vencido. Al mediodía estaba triunfante la sublevación en Santa Fe. A las dos de la tarde, el Coronel Franocia y sus hombres, enviados por Urquiza para apoyar la rebelión, entraban en la ciudad entre los vítores del pueblo.
Iriondo convocó al pueblo de Santa Fe para que eligiera gobernador. La Junta de Representantes, desintegrada ante la huida de los diputados adictos a Rosas, no estaba en condición de hacerlo. El vecindario de los cuatro cuarteles, reunidos en las casas de los jueces de paz, procedió a su designación. Domingo Crespo y Urbano de Iriondo fueron los más votados. Resultó elegido Crespo, con carácter interino, hasta que integrada la Sala de Representantes pudiera expresar la voluntad de la provincia. “Me congratulo -dice después el General Urquiza al nuevo gobernador- que la elección haya recaído en V.E. para presidir esta brava provincia, que acaba de dar el testimonio más conspicuo de su amor a la libertad...”.

## Gobernación
Triunfante Urquiza en la Batalla de Caseros, Domingo Crespo, que ha sido elegido gobernador propietario, asiste en nombre de la provincia al histórico Acuerdo de San Nicolás. Y en virtud de lo expresado en este pacto, se convoca a todas las provincias para que, reunidas en la ciudad de Santa Fe, procedan a instalar un Congreso Constituyente que sancione la Ley Fundamental que una definitivamente a los argentinos.
A raíz del rechazo del Acuerdo de San Nicolás por parte de Buenos Aires, el General Urquiza asume el gobierno interino de esa provincia, al par que invita a la concurrencia del Congreso Constituyente, que conforme al pacto, tiene que celebrarse en Santa Fe.
Ultimados los preparativos para tan importante acontecimiento, el caudillo entrerriano y director provisorio de la Confederación, se embarca el 8 de septiembre de 1852 rumbo a Santa Fe. Lo acompañan los ministros de Inglaterra y Francia y su séquito personal.
La viuda del Brigadier López, doña Josefa Rodríguez del Fresno de López, cede su casa para el alojamiento del ilustre huésped. Domingo Crespo lo recibe en el puerto y juntos con la comitiva parten hacia el Cabildo, a la que asisten algunos de los constituyentes que están en la ciudad, y que han llegado por esos días, el General se dirige a su alojamiento y al día siguiente concurre a la casa de Crespo para presentar sus saludos a doña Dolores Rodríguez del Fresno, esposa del gobernador santafesino.
Mientras tanto se produce en Buenos Aires la histórica revolución del 11 de septiembre de 1852, mediante la cual los porteños se separan del resto de la Confederación por estar disconformes con la política de Urquiza. Este, en plena tarea de organizar el Congreso, recibe en Santa Fe la noticia del alzamiento, y parte apresuradamente para Buenos Aires.
A pesar de todos los avatares de la guerra que suscita entre ambos bancos, el General Urquiza, firme en su idea de la organización constitucional, convoca nuevamente a la Asamblea Constituyente para noviembre de ese año. Y así el 20 de diciembre de 1852, Domingo Crespo, en nombre del Presidente de la Confederación, ausente, declara inaugurado el Congreso.
Durante los meses en que está reunida la Asamblea Constituyente en la ciudad de Santa Fe, la casa de Domingo Crespo es el centro de las reuniones sociales, a las que asisten especialmente invitados los diputados faltos de dinero. El 1 de mayo de 1853 la ciudad entera celebra la firma de la tan ansiada Constitución.
Completando su labor en bien de la patria, Crespo firma ese año con Aarón Castellanos un contrato de colonización, cuyo fruto inmediato habrá de ser la Esperanza, fundada tres años después.
Al comenzar el año 1854 e instalados los Poderes Nacionales en Paraná, el General Urquiza se traslada a la ciudad de Santa Fe donde se reúnen las figuras más representativas de la Confederación. Esta vez no solo va de visita, sino que se aloja en la propia casa de Crespo, en donde, al día siguiente del banquete tiene lugar un gran baile en homenaje al huésped y a los invitados.

## Últimos años
Años más tarde, después de la batalla de Pavón, el General Bartolomé Mitre, gozando de la regalada victoria que le ha brindado Urquiza con su defección, ocupa la Provincia de Santa Fe, oportunidad en la que designa a Domingo Crespo gobernador interino (desde el 26 de diciembre de 1861 hasta el 22 de febrero de 1862 en que asume en propiedad Patricio Cullen). Terminado su mandato se quiso elegirlo gobernador propietario en 1862, pero Domingo se negó diciendo: “Aquel al que nombran gobernador dos veces o es por tonto a fin de manejarlo o por pillo, para que le ayude en los negocios, pero como no quiero ser ninguna de las dos cosas, me retiro de nuevo a la vida privada”.
El prestigio adquirido por Domingo Crespo a través de su actuación pública hace que sea elegido posteriormente convencional constituyente en 1863, siendo uno de los pocos santafesinos que ejerció los tres poderes del Estado: el Ejecutivo en 1852 (como Gobernador); el Judicial (como Presidente de la Cámara de Justicia en 1857); y el Legislativo (en varias oportunidades: 1821, 1826, 1834 y en 1855, como diputado nacional).
Ya casi en sus ochenta años interviene en las luchas políticas actuando como mediador en la revolución contra Nicasio Oroño, entre el gobierno y los rebeldes (1868).
Por esos años escribe sus conocidas Memorias, que Manuel Cervera incluyó en su “Historias de Santa Fe”; muriendo finalmente en abril de 1871.